# Sista natten (1956)
Sista natten är en svensk film från 1956 i regi av Börje Larsson.

## Handling
En man rymmer från en psykiatrisk klinik, spåren leder till Marstrand, där en kvinna hittas mördad.

## Om filmen
Filmen spelades in sommaren 1956 i Marstrand och Göteborg. Den hade premiär den 22 oktober 1956 och är tillåten från 15 år.

## Rollista (urval)
- Hans Strååt - mannen
- Birgitta Valberg - mannens f.d. fru
- Bengt Blomgren - Hammar, landsfogde i Marstrand
- Georg Rydeberg - Harald
- Ellika Mann - Kristina, Haralds fru
- Sven-Axel "Akke" Carlsson - Jojje
- Arne Strand - Peter
- Birgitta Ander - Gun
- Harry Ahlin - borgmästaren
- Yngve Nordwall - Svensson, psykiater
- Lasse Dahlquist - sig själv
- Åke Söderblom - sig själv
- Egon Larsson - sig själv
- Rune Ottoson - Ej identifierad roll (ej krediterad)

## Musik i filmen
- Have You Seen My Love?, musik Marion Sunshine, instrumental
- I'm So Lonesome Tonight, musik Francis Chagrin, instrumental
- Du gamla, du fria, text Richard Dybeck
- Vals i regatta, text, musik och sång Lasse Dahlquist
- Det blev inte bättre för det, musik Egon Larsson, text Egon Larsson och Sven Paddock, sång Egon Larsson och Åke Söderblom